# Віллкокс (Аризона)
Віллкокс (англ. Willcox) — місто (англ. city) в США, в окрузі Кочіс штату Аризона. Населення — 3213 особи (2020).

## Історія
Місто Віллкокс було засноване в 1880 році. В той час воно було відоме як табір Малєй. У 1880 році Південнотихоокеанською залізницею було побудоване залізничне депо, і коли перший потяг зупинився в невеликому таборі на ньому перебував Генерал Орландо Болівар Вілкокс. Люди почали скандувати «Вілкокс! Вілкокс! Вілкокс!» Репортер з міста Тусон повернувся і повідомив в «Arizona Daily Star» про нове місто, відоме як Вілкокс. У 1885 році поселення мало населення 500 мешканців. Місто Вілкокс було зареєстроване в 1915 році.

## Географія
Віллкокс розташований за координатами 32°15′6″ пн. ш. 109°50′9″ зх. д. / 32.25167° пн. ш. 109.83583° зх. д. (32.251646, -109.835734).  За даними Бюро перепису населення США в 2010 році місто мало площу 16,27 км², з яких 15,92 км² — суходіл та 0,35 км² — водойми.

### Клімат
| Клімат : Віллкокс       | Клімат : Віллкокс | Клімат : Віллкокс | Клімат : Віллкокс | Клімат : Віллкокс | Клімат : Віллкокс | Клімат : Віллкокс | Клімат : Віллкокс | Клімат : Віллкокс | Клімат : Віллкокс | Клімат : Віллкокс | Клімат : Віллкокс | Клімат : Віллкокс | Клімат : Віллкокс |
| Показник                | Січ.              | Лют.              | Бер.              | Квіт.             | Трав.             | Черв.             | Лип.              | Серп.             | Вер.              | Жовт.             | Лист.             | Груд.             | Рік               |
| Абсолютний максимум, °C | 27,2              | 31,1              | 33,3              | 36,1              | 40,6              | 43,3              | 43,3              | 41,1              | 40,6              | 38,3              | 32,8              | 27,2              | 43,3              |
| Середній максимум, °C   | 16,1              | 18,3              | 21,7              | 26,1              | 31,1              | 35,6              | 35,6              | 33,9              | 32,2              | 26,7              | 21,1              | 15,6              | 26,1              |
| Середній мінімум, °C    | −2,2              | −0,6              | 1,7               | 4,4               | 9,4               | 13,9              | 18,3              | 17,8              | 13,9              | 6,7               | 0,6               | −2,8              | 6,7               |
| Абсолютний мінімум, °C  | −18,3             | −16,7             | −14,4             | −12,8             | −11,7             | −2,8              | 5,6               | 5,0               | −1,1              | −9,4              | −13,3             | −21,7             | −21,7             |
| Норма опадів, мм        | 28                | 24                | 17                | 8                 | 10                | 12                | 66                | 64                | 30                | 29                | 18                | 32                | 338               |
| ----------------------- | ----------------- | ----------------- | ----------------- | ----------------- | ----------------- | ----------------- | ----------------- | ----------------- | ----------------- | ----------------- | ----------------- | ----------------- | ----------------- |
| Джерело:                |                   |                   |                   |                   |                   |                   |                   |                   |                   |                   |                   |                   |                   |

## Демографія
Згідно з переписом 2010 року, у місті мешкало 3757 осіб у 1421 домогосподарстві у складі 938 родин. Густота населення становила 231 особа/км².  Було 1659 помешкань (102/км²).
Расовий склад населення:
| - 67,6 % — білих - 1,3 % — корінних американців - 1,1 % — чорних або афроамериканців - 0,7 % — азіатів - 0,2 % — вихідців з тихоокеанських островів - 26,1 % — осіб інших рас |

До двох чи більше рас належало 3,0 %. Частка іспаномовних становила 50,1 % від усіх жителів.
За віковим діапазоном населення розподілялося таким чином: 29,6 % — особи молодші 18 років, 56,3 % — особи у віці 18—64 років, 14,1 % — особи у віці 65 років та старші. Медіана віку мешканця становила 33,4 року. На 100 осіб жіночої статі у місті припадало 92,6 чоловіків;  на 100 жінок у віці від 18 років та старших — 89,6 чоловіків також старших 18 років.
Середній дохід на одне домашнє господарство  становив 48 617 доларів США (медіана — 42 045), а середній дохід на одну сім'ю — 58 052 долари (медіана — 54 141). Медіана доходів становила 41 318 доларів для чоловіків та 24 236 доларів для жінок. За межею бідності перебувало 18,0 % осіб, у тому числі 24,8 % дітей у віці до 18 років та 6,4 % осіб у віці 65 років та старших.
Цивільне працевлаштоване населення становило 1377 осіб. Основні галузі зайнятості: освіта, охорона здоров'я та соціальна допомога — 32,6 %, роздрібна торгівля — 13,8 %, мистецтво, розваги та відпочинок — 13,1 %.

## Цікаві факти
- 6 липня 1900 Воррен Ерп був застрелений на перетині Малєй-стріт і залізничного авеню. Він похований на історичному кладовищі Віллкокса.
- У 1891 році написання Віллкокс було змінене з Вілкокс (англ. Wilcox) з однним «л» на Віллкокс (англ. Willcox) з двома «л».
- Співаючий ковбой Рекс Аллен виріс у Віллкоксі.
- У Віллкоксі народився Чалкі Райт — популярний американський боксер 30-х—40-х років XX століття. У 2003 році Райт посів 95 місце у списку 100 найбільших панчерів усіх часів журналу The Ring.